# سان سيباستيانو كوروني
سان سيباستيانو كوروني (بالإيطالية: San Sebastiano Curone)‏ هي بلدية في مقاطعة ألساندريا في إقليم بييمونتي في إيطاليا.

## السكان
في سنة 1861 بلغ عدد السكان 918 نسمة، وتطور العدد ليصل في سنة 2011 لـ 591 نسمة.
يظهر هذا المخطط البياني تطور النمو السكاني لـ سان سيباستيانو كوروني